# Les Plus Beaux Villages de la Terre
Les Plus Beaux Villages de la Terre è un'organizzazione privata internazionale che riunisce in sé alcune associazioni territoriali promuoventi piccoli centri abitati di particolare interesse storico e paesaggistico.

## Caratteristiche
L'ente è stato fondato il 7 luglio 2012 a Gordes da parte di cinque associazioni: Francia, Giappone, Italia, Québec (Canada) e Vallonia (Belgio).
Ad oggi i membri attivi sono 6: Francia, Vallonia (Belgio), Svizzera, Italia, Giappone e Spagna.
Tali territori sono rappresentati in seno a Les Plus Beaux Villages de la Terre dalle seguenti associazioni locali:
- Les Plus Beaux Villages de France, creata nel 1982 e comprendente 180 borghi;[3]
- I borghi più belli d'Italia, creata nel 2001, comprendente 373 borghi e alla quale è annesso anche lo Stato di San Marino;[4]
- Nihon de mottomo utsukushī mura  (日本で最も美しい村?), creata nel 2005 e comprendente 57 borghi;[5]
- Los Pueblos más bonitos de España, creata nel 2011 e comprendente 122 borghi;[6]
- Les Plus Beaux Villages de Wallonie, creata nel 1994 e comprendente 33 borghi;[7]
- I borghi più belli della Svizzera, creata nel 2015, comprendente 51 borghi e alla quale è annesso anche il Principato del Liechtenstein;[8]

Nel complesso, queste sei associazioni assommano 816 borghi certificati per la loro bellezza e le loro eccellenze.
Ad esse si affiancano 5 membri associati, la Sassonia (Germania), la Russia, il Libano, la Cina e la Bosnia ed Erzegovina le cui associazioni locali sono:
- Les Plus Beaux Villages du Liban, creata nel 2016 e comprendente 60 borghi;[9]
- The Most Beautiful Villages in Russia (in russo Самые красивые деревни России?, Samyye krasivyye derevni Rossii), creata nel 2003 e comprendente 13 borghi;[10]
- Sachsens Schönste Dörfer, creata nel 2011 e comprendente 9 borghi;[11]
- 中 国 旅 游 协 会 最 美 小 镇 分 会 The Most Beautiful Villages Branch of China Tourism Association, creata nel 2019 e comprendente 67 borghi;[12]
- Najljepša sela Bosne i Hercegovine, creata nel 2022 e comprendente 17 borghi;[13]

I borghi certificati dei quattro membri associati sono 166, portando il totale dei borghi di tutta l'organizzazione a circa 982.
Ciascuna associazione affiliata all'organizzazione internazionale possiede delle regole interne per l'ammissione dei borghi (ad esempio, il numero massimo di abitanti o il contesto socio-culturale).

## Galleria d'immagini

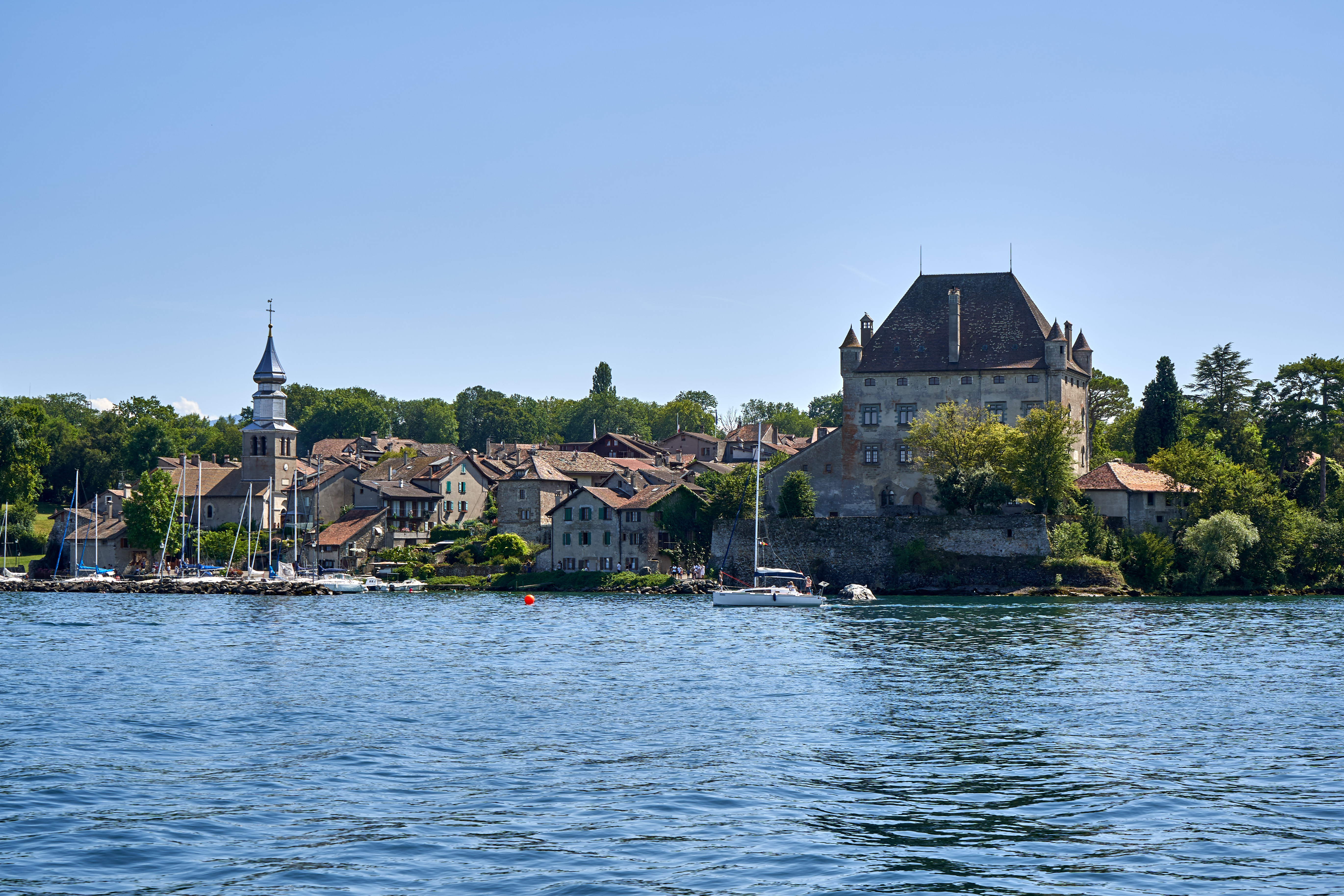
Yvoire, Francia
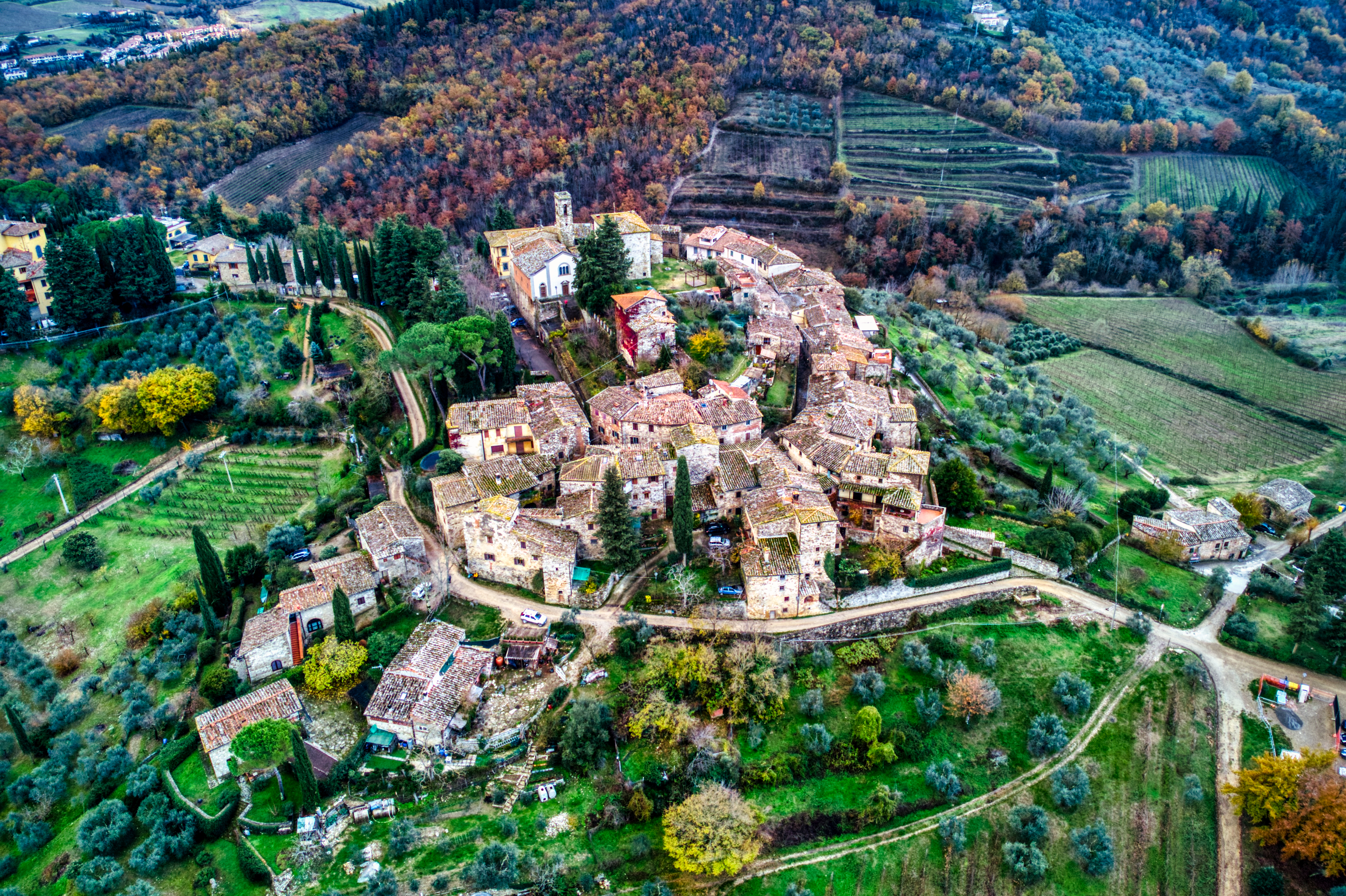
Montefioralle, Italia
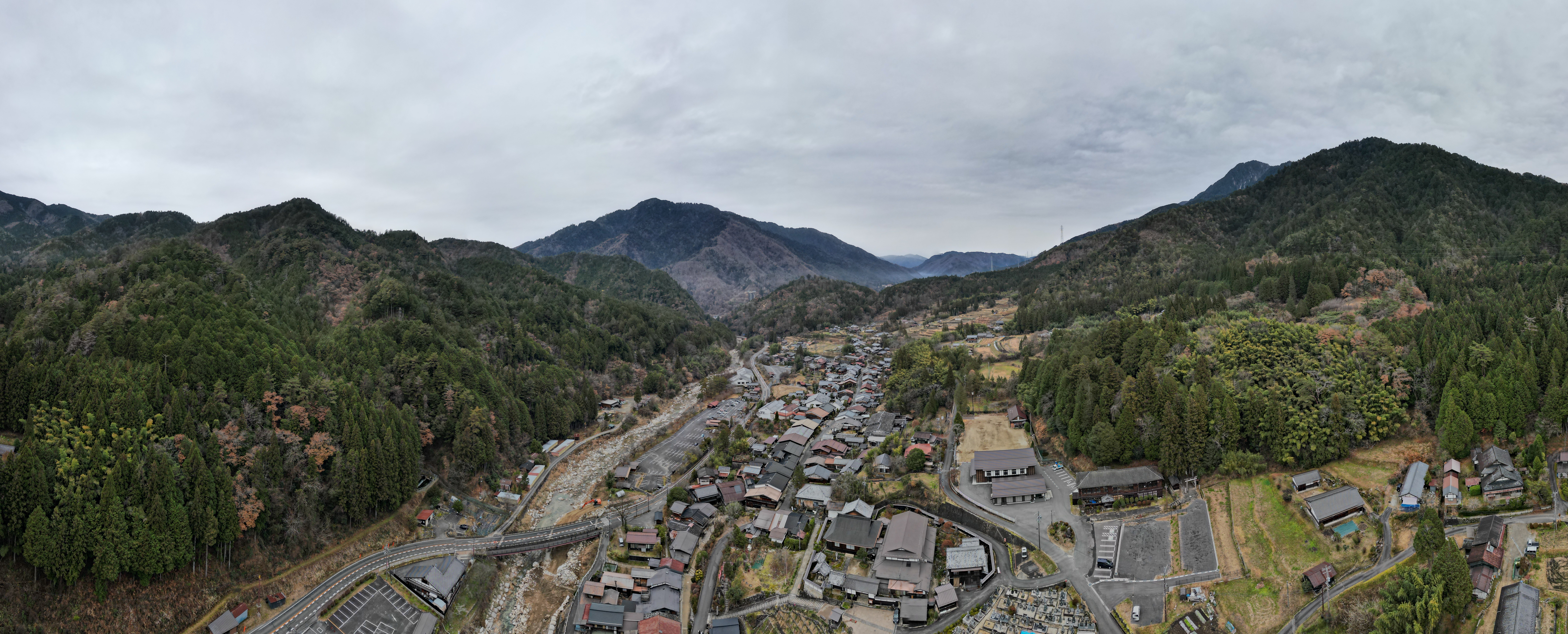
Nagiso, Giappone
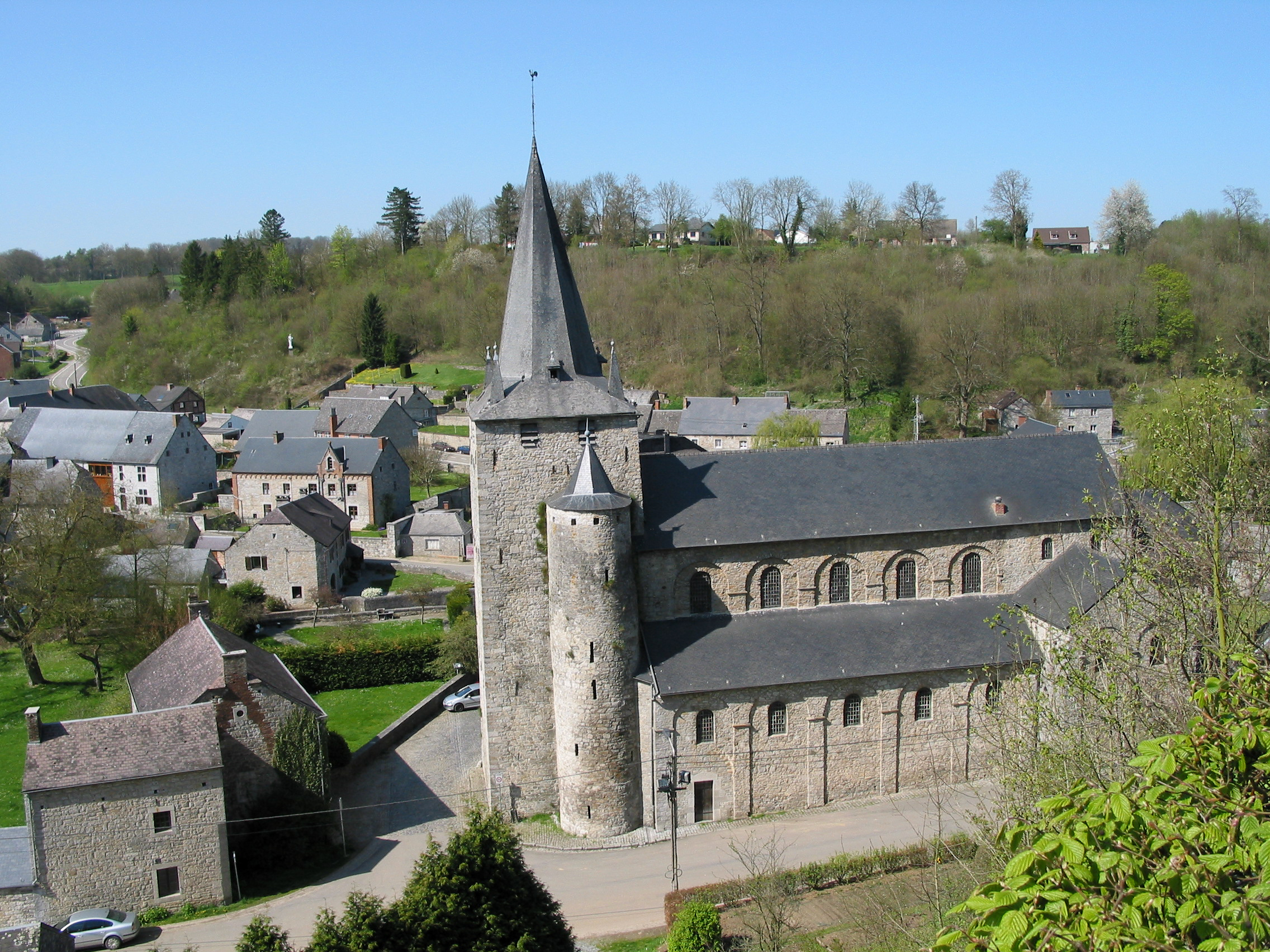
Crupet, Belgio
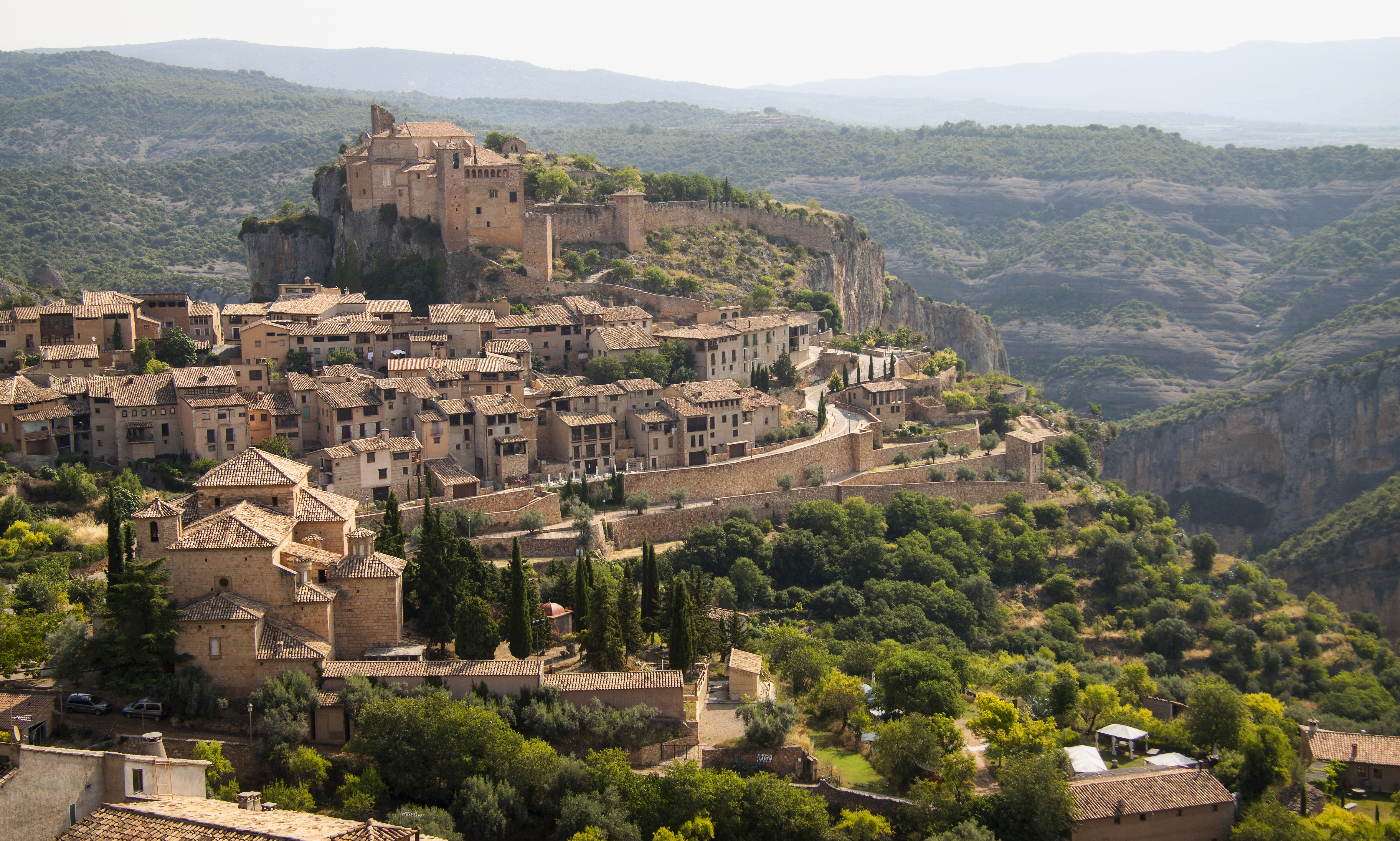
Alquézar, Spagna
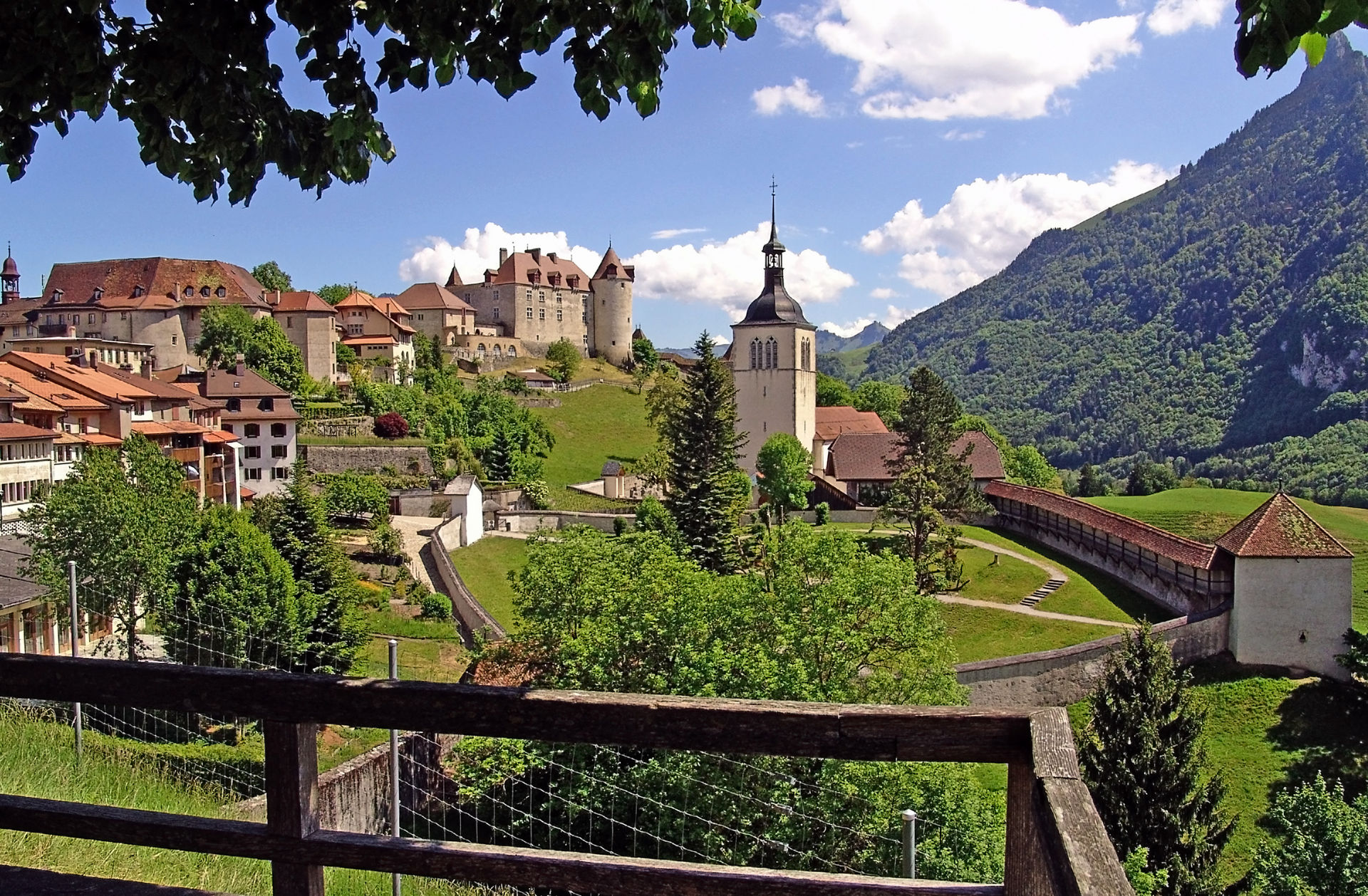
Gruyères, Svizzera
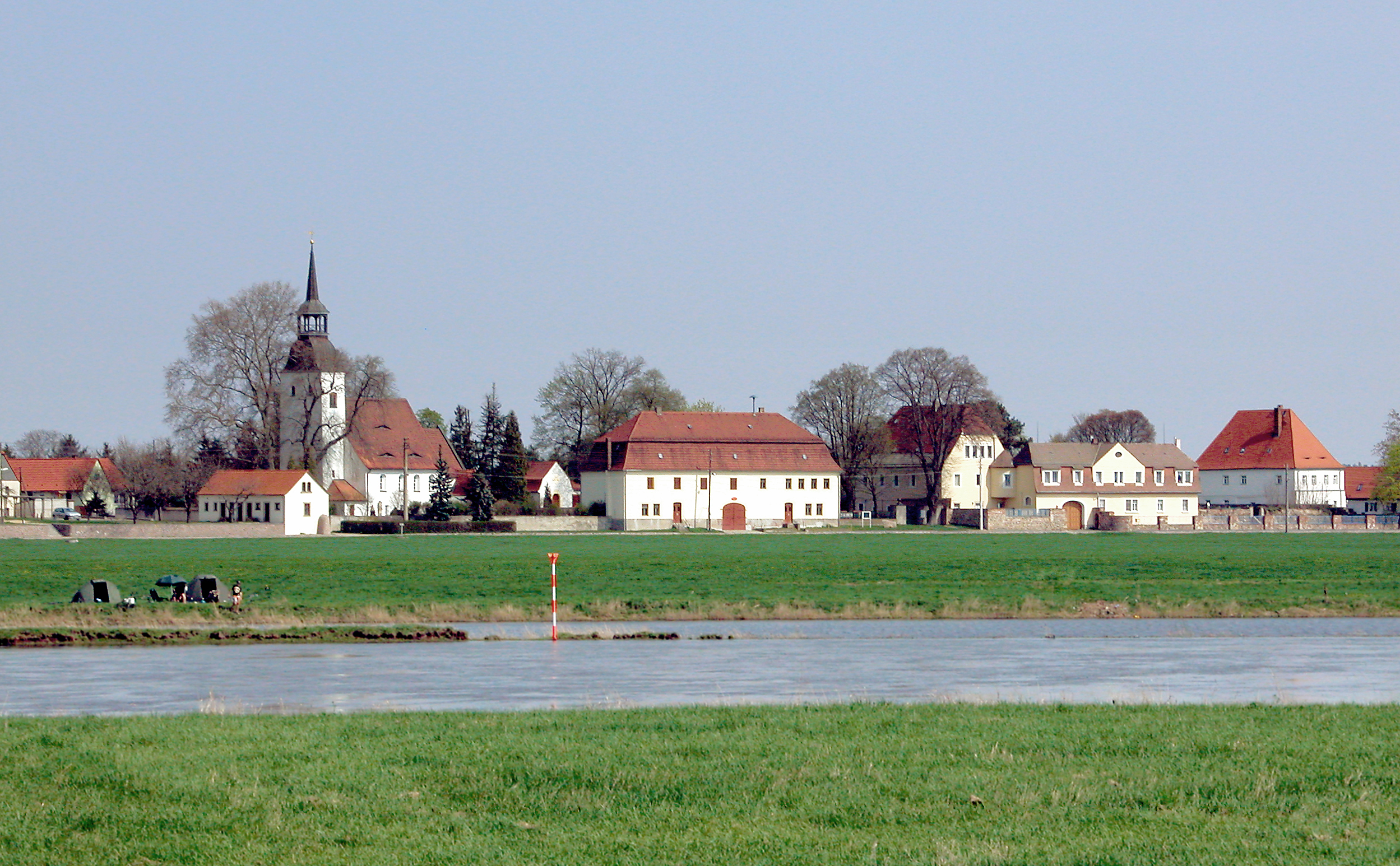
Lorenzkirch, Germania